# Gerrhopilus
Gerrhopilus là một chi chứa các loài rắn giun/rắn mù từ siêu họ rắn giun (Typhlopoidea). Chi này được nhà động vật học người Áo là Leopold Fitzinger miêu tả và đặt tên năm 1843. Trước đây người ta coi nó là đồng nghĩa của chi Typhlops và xếp trong họ Typhlopidae. Năm 2010, Nicolas Vidal và các cộng sự đã tái lập chi này vào họ đơn chi Gerrhopilidae, do sự phân nhánh của nó ra khỏi nhánh chứa họ Typhlopidae là khoảng 97 ± 16 Ma, lâu hơn rất nhiều so với sự phân chia của nhiều họ rắn còn sinh tồn khác. Các loài trong chi Gerrhopilus sinh sống trong khu vực từ Nam Á (Ấn Độ, Sri Lanka) qua Đông Nam Á tới New Guinea.

## Đặc trưng
Giống như các loài rắn giun khác, các loài rắn giun của chi Gerrhopilus có kích thước nhỏ, sống trong lòng đất, có bề ngoài giống như giun, kích thước dài 15 tới 30 cm. Chúng khác với các loài rắn giun của họ Typhlopidae ở chỗ có các cấu trúc giống như các tuyến ‘rắc’ lên trên các vảy đầu (ít ở mỏ, vùng quanh mắt, mũi, nhưng thường thấy trên các vảy đầu và cằm, đặc biệt tại khu vực họng). Vảy tiền mắt và/hoặc vảy mắt tách rời là phổ biến và tất cả các loài đều có phần chồng lên nhau của vảy tiền mắt (hoặc vảy cận tiền mắt khi nó có mặt) bởi vảy môi trên thứ hai (ngoại trừ loài G. tindalli).

## Phân loại
Họ Gerrhopilidae là nhóm chị em với nhánh chứa rắn giun/rắn mù thông thường (Typhlopidae) phân bố rộng khắp tại châu Phi, châu Á, châu Âu, Australia, Nam Mỹ, Tây Ấn và họ rắn mù Madagascar (Xenotyphlopidae).
Hiện tại, người ta công nhận 15 loài rắn mù hay rắn giun trong họ này, bao gồm:
- Gerrhopilus andamanensis (Stoliczka, 1871): Rắn giun Andaman - quần đảo Andaman.
- Gerrhopilus ater (Schlegel, 1839): Rắn mù đen - Loài điển hình. Indonesia, New Guinea.
- Gerrhopilus beddomii (Boulenger, 1890): Rắn giun Beddome - Ấn Độ.
- Gerrhopilus bisubocularis (Boettger, 1893) : Rắn giun Tây Java - Tây Java.
- Gerrhopilus ceylonicus (Smith, 1943): Rắn giun Ceylon - Sri Lanka.
- Gerrhopilus depressiceps (Sternfeld, 1913): Rắn mù mũi khoằm vùng đất thấp - Papua New Guinea.
- Gerrhopilus floweri (Boulenger, 1899): Rắn giun Flower - Thái Lan.
- Gerrhopilus fredparkeri (Wallach, 1996)): Papua New Guinea.
- Gerrhopilus hades (Kraus, 2005)): Papua New Guinea.
- Gerrhopilus hedraeus (Savage, 1950): Rắn giun đảo Negros - Philippines.
- Gerrhopilus inornatus (Boulenger, 1888): Rắn mù núi - Papua New Guinea.
- Gerrhopilus mcdowelli (Wallach, 1996)): Papua New Guinea.
- Gerrhopilus mirus (Jan, 1860): Rắn giun Jan - Sri Lanka.
- Gerrhopilus oligolepis (Wall, 1909): Rắn giun thưa vảy - bắc Ấn Độ.
- Gerrhopilus tindalli (Smith, 1943): Rắn giun đồi Nilgiri - Malabar (Ấn Độ).,

## Phát sinh chủng loài
Cây phát sinh chủng loài vẽ theo Vidal và ctv (2010) , Pyron và ctv.

|  | Gerrhopilidae                                                   |
|  |                                                                 |
|  | \| \| Xenotyphlopidae \| \| \| \| \| \| Typhlopidae \| \| \| \| |
|  |                                                                 |
|  | Xenotyphlopidae                                                 |
|  |                                                                 |
|  | Typhlopidae                                                     |
|  |                                                                 |

|  | Xenotyphlopidae |
|  |                 |
|  | Typhlopidae     |
|  |                 |